# Juliana Posso
Juliana Posso kolumbijska glumica je poznata po sudjelovanjima u telenovelama Klon i Doña Bárbara.

## Biografija
Juliana prvu ulogu dobiva 2005. u TV seriji El pasado no perdona. Od 2006. do 2007. glumi u TV seriji Las profesionales, a su servicio. 
2008. dobiva prvu važniju ulogu. Tada utjelovljuje Lucíju u kolumbijskoj telenoveli Doña Bárbara. Ipak, poznata postaje tek 2010. glumeći Aminu u telenoveli Klon.

## Filmografija
| Godina        | Naslov                             | Uloga            | Vrsta               |
| ------------- | ---------------------------------- | ---------------- | ------------------- |
| 2010.         | Klon                               | Amina            | telenovela          |
| 2008.         | Doña Bárbara                       | Lucía            | telenovela          |
| 2008.         | El ángel del acordeon              | Paloma           | -                   |
| 2006. – 2007. | Las profesionales, a su servicio   | Candelaria Pérez | televizijska serija |
| 2005.         | El pasado no perdona               | Elsa             | televizijska serija |
| 2004.         | Desafío 20-04                      | Juliana Posso    | dokumentarni film   |
| 2002.         | Expedición Robinson 2 - El desafio | Juliana Posso    | dokumentarni film   |